# Hofgartenstraße (München)
Die Hofgartenstraße in München liegt in der Altstadt und verläuft vom Odeonsplatz bis zum Franz-Josef-Strauß-Ring.

## Geschichte
Die Hofgartenstraße ist nach dem Hofgarten benannt, an dem entlang sie sich erstreckt. Die Gartenanlage bei der Residenz wurde unter Kurfürst Maximilian I. 1614 angelegt und war ursprünglich nur für Angehörige des Hofs zugänglich. Bis zur Vollendung des Karl-Scharnagl-Rings war diese Straße für den Kraftfahrzeugverkehr als Einbahnstraße geöffnet. Seither ist sie größtenteils Fußgängerzone und Fahrradweg und nur ab dem Anschluss der Alfons-Goppel-Straße für den Kraftfahrzeugverkehr befahrbar. An diesem Eck befand sich die Seidenhauskaserne, eine Artillerie-Kaserne der Bayerischen Armee in München. Vor ihrer militärischen Nutzung ab 1803 diente sie kurzzeitig als Manufaktur zur Herstellung von Seide. Ihr Haupttrakt bildete zusammen mit der benachbarten Hofgartenkaserne einen rechten Winkel. Der kreuzende Leibregimentsweg leitet sich davon ab (siehe auch: Königlich Bayerisches Infanterie-Leib-Regiment).

## Lage
Die Hofgartenstraße verläuft entlang der südlichen Begrenzung des Hofgartens, gleichzeitig der Nordseite der Münchner Residenz mit dem Herkulessaal. Sie beginnt am Hofgartentor am Odeonsplatz, gewissermaßen als Verlängerung der Brienner Straße. Bis zur Einmündung der Alfons-Goppel-Straße ist sie reine Fußgängerzone. Ab dieser Einmündung verläuft sie als Verkehrsstraße entlang des Gebäudes der Generalverwaltung der Max-Planck-Gesellschaft im Süden unter der Hausnummer 8 und der Bayerischen Staatskanzlei im Norden als Verlängerung der Alfons-Goppel-Straße bis zum Franz-Josef-Strauß-Ring. In der Hofgartenstraße 1 war das Staatliche Museum Ägyptischer Kunst untergebracht. Ab der Einmündung führt der Leibregimentsweg, einer der zahlreichen Fußwege im Hofgarten, in nordöstlicher Richtung durch den Hofgarten bis zur Galeriestraße und weiter bis zur Von-der-Tann-Straße, dem Altstadtringtunnel.

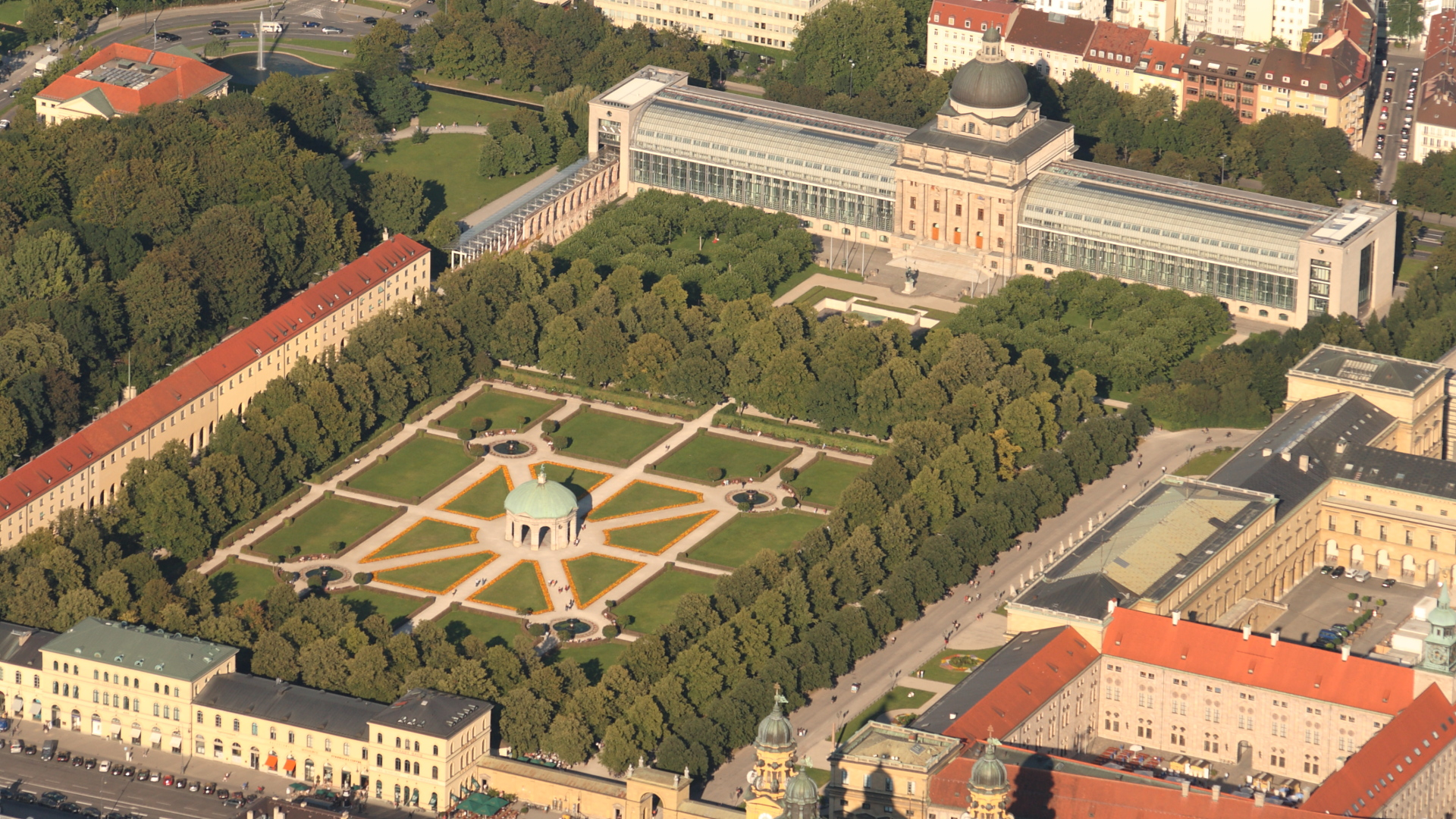
Hofgarten und die Bayerische Staatskanzlei. Rechts die Hofgartenstraße
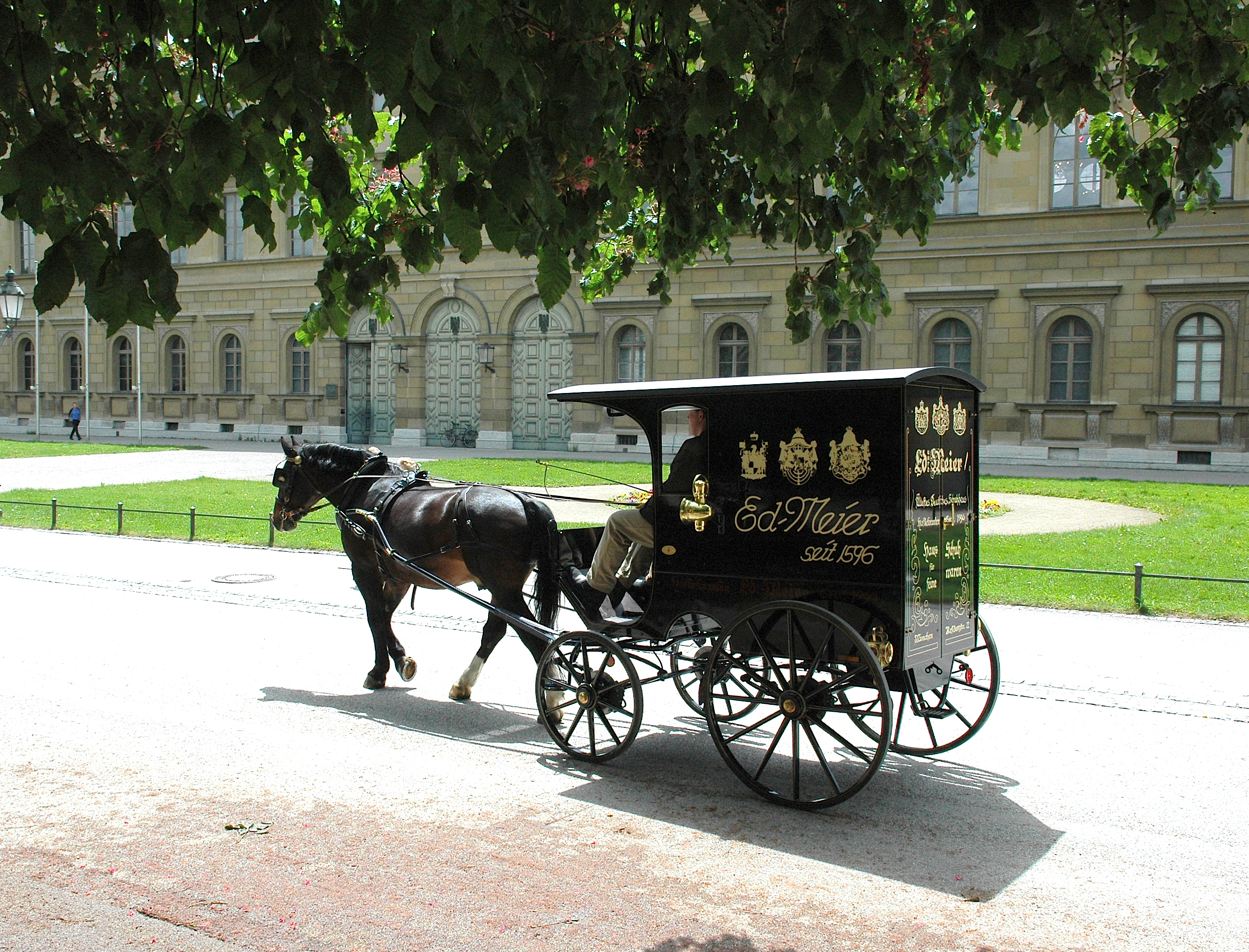
Hofgartenstraße vor der Königlichen Residenz
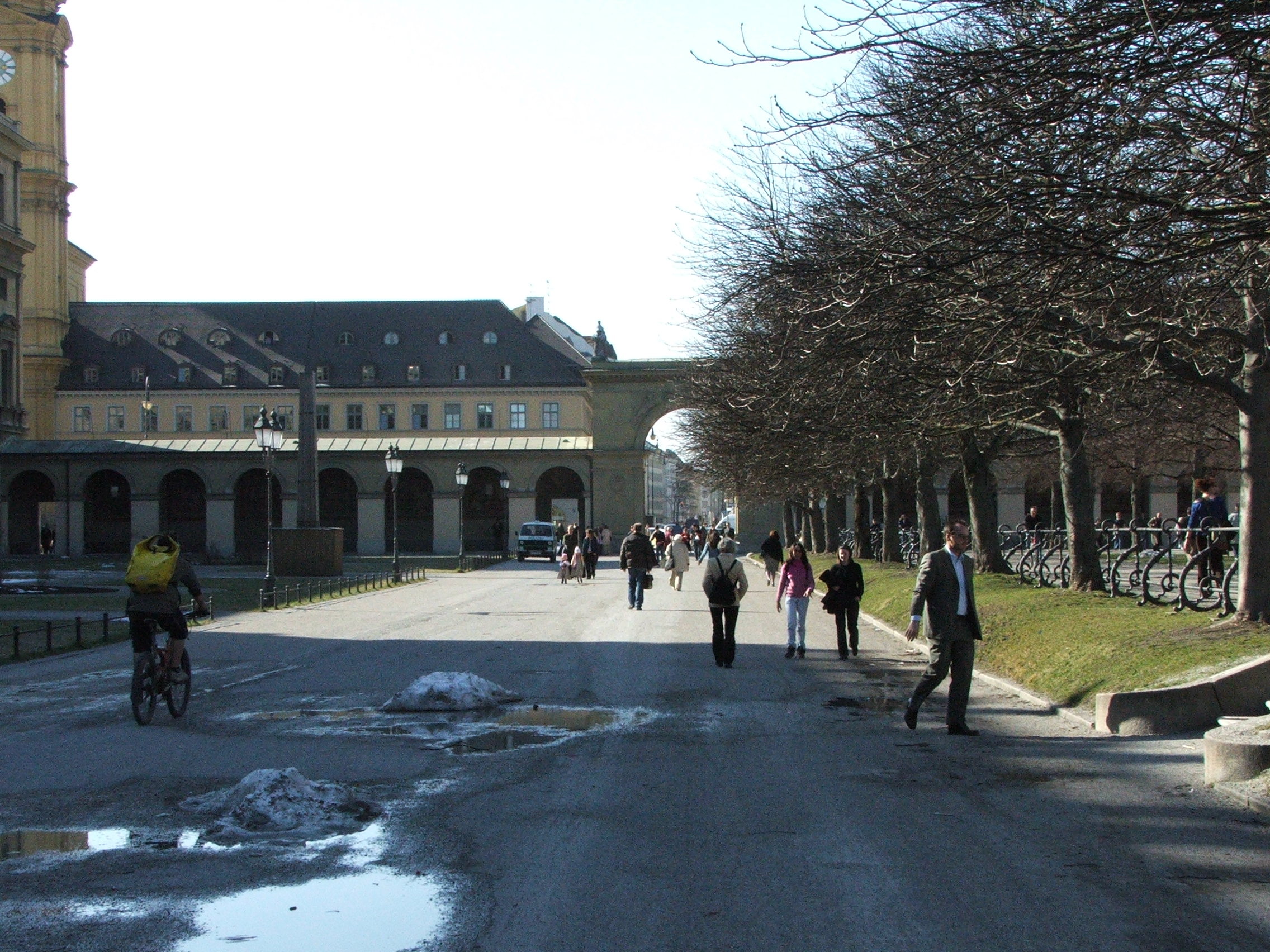
Hofgartenstraße mit Blick zum Hofgartentor und Odeonsplatz
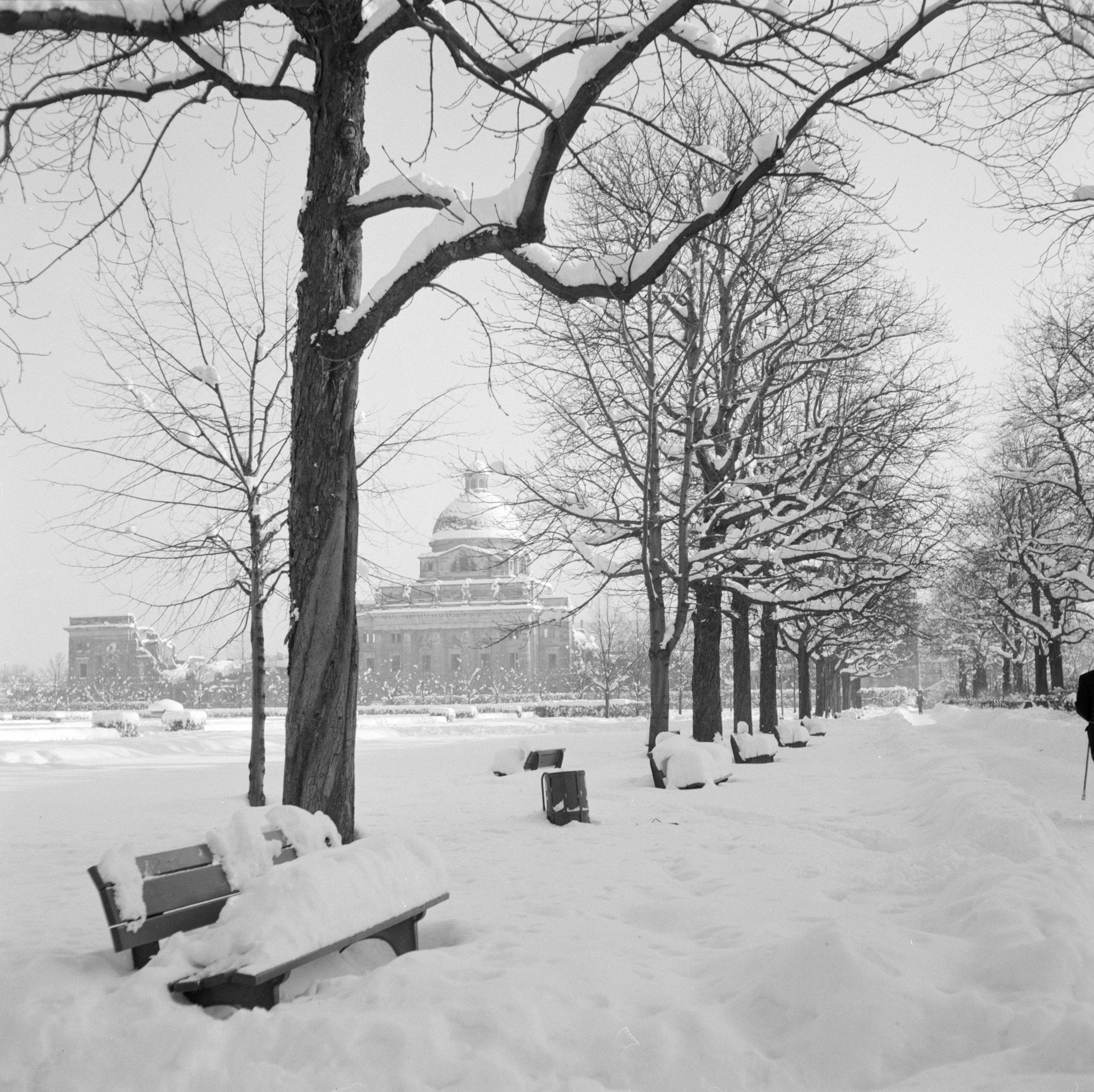
Hofgartenstraße im Schnee
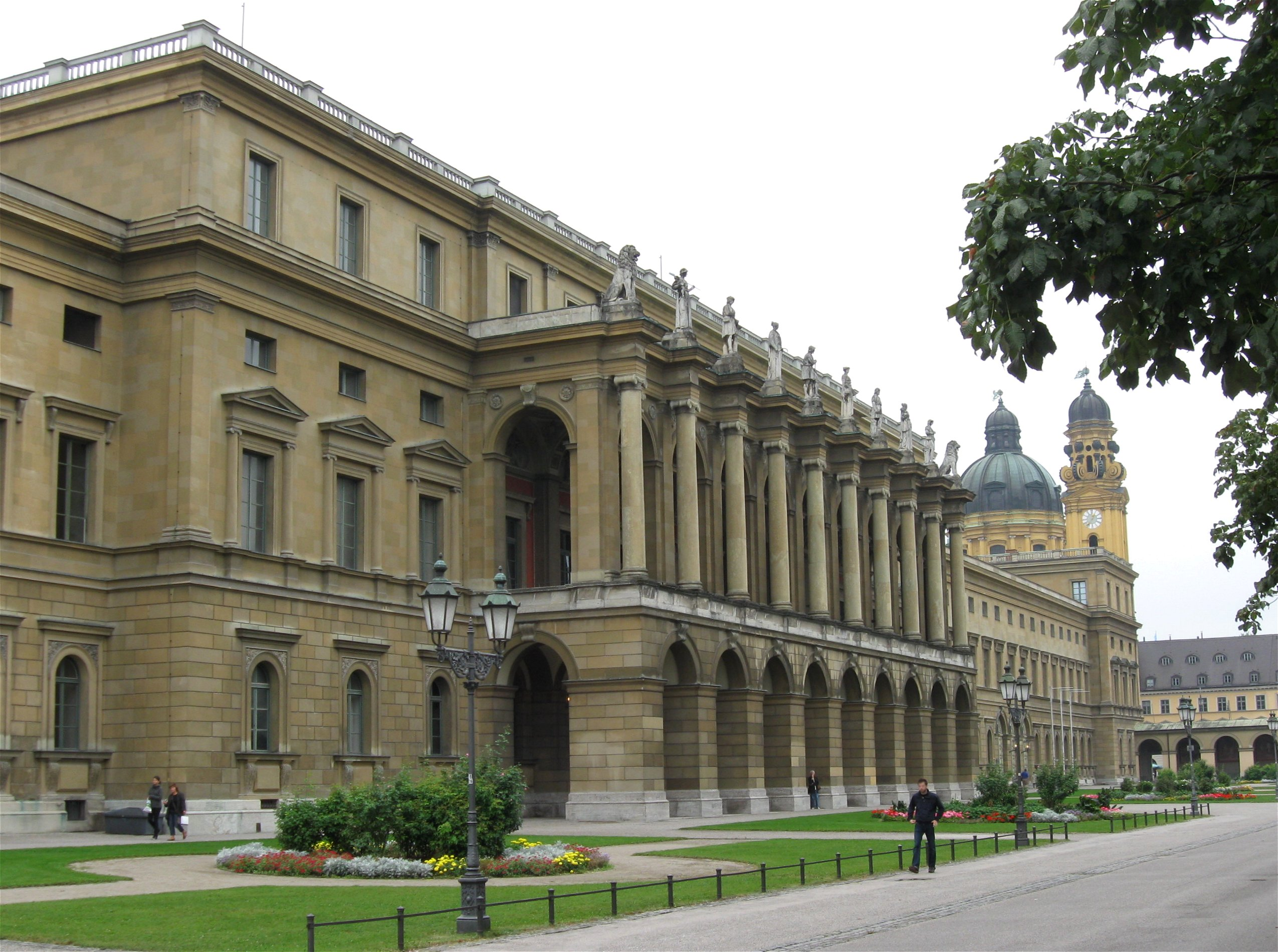
Eingang zum Herkulessaal der Residenz an der Hofgartenstraße
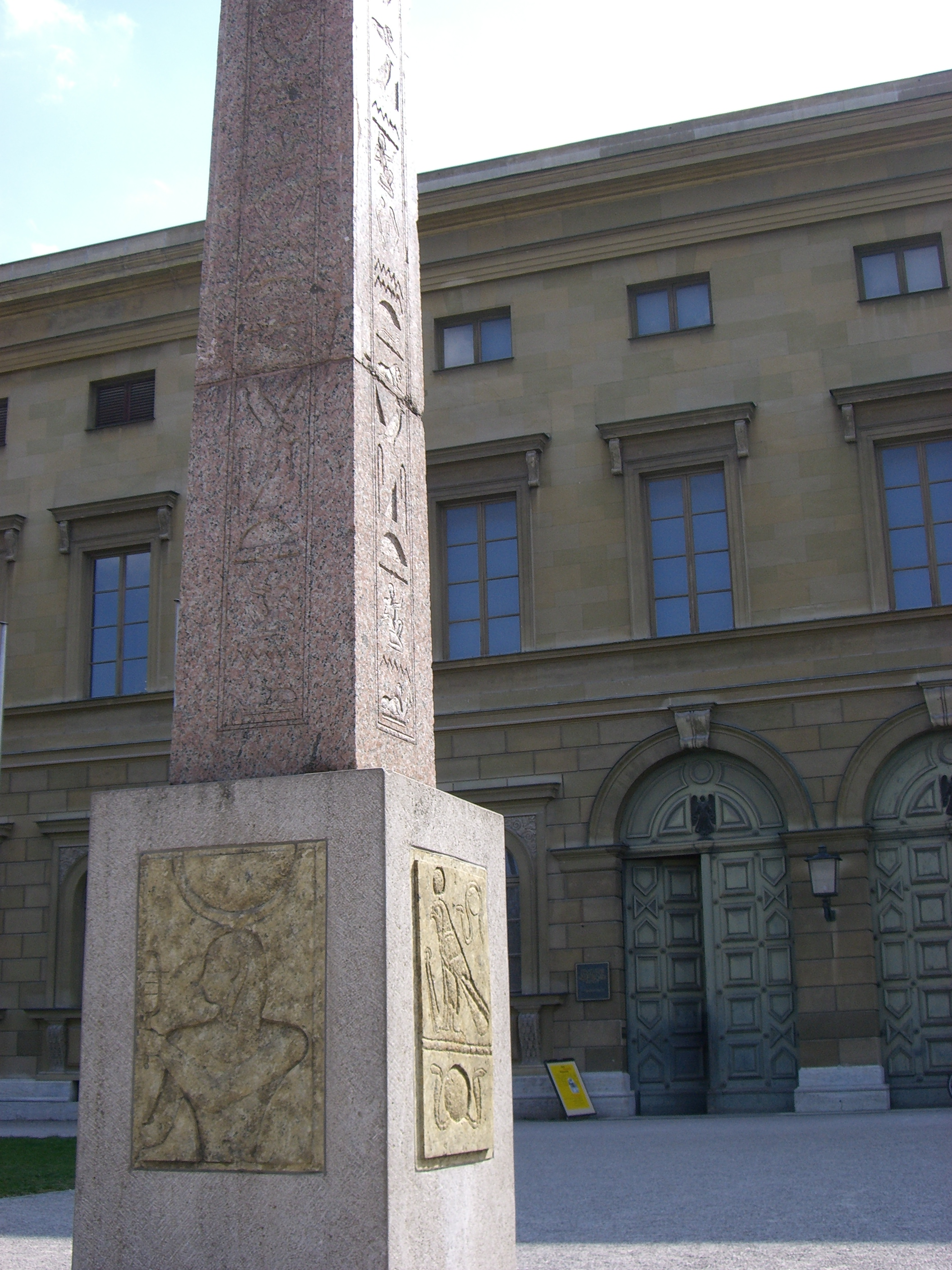
Der frühere Eingang zum Staatlichen Museum Ägyptischer Kunst mit einem Obelisken im Vordergrund
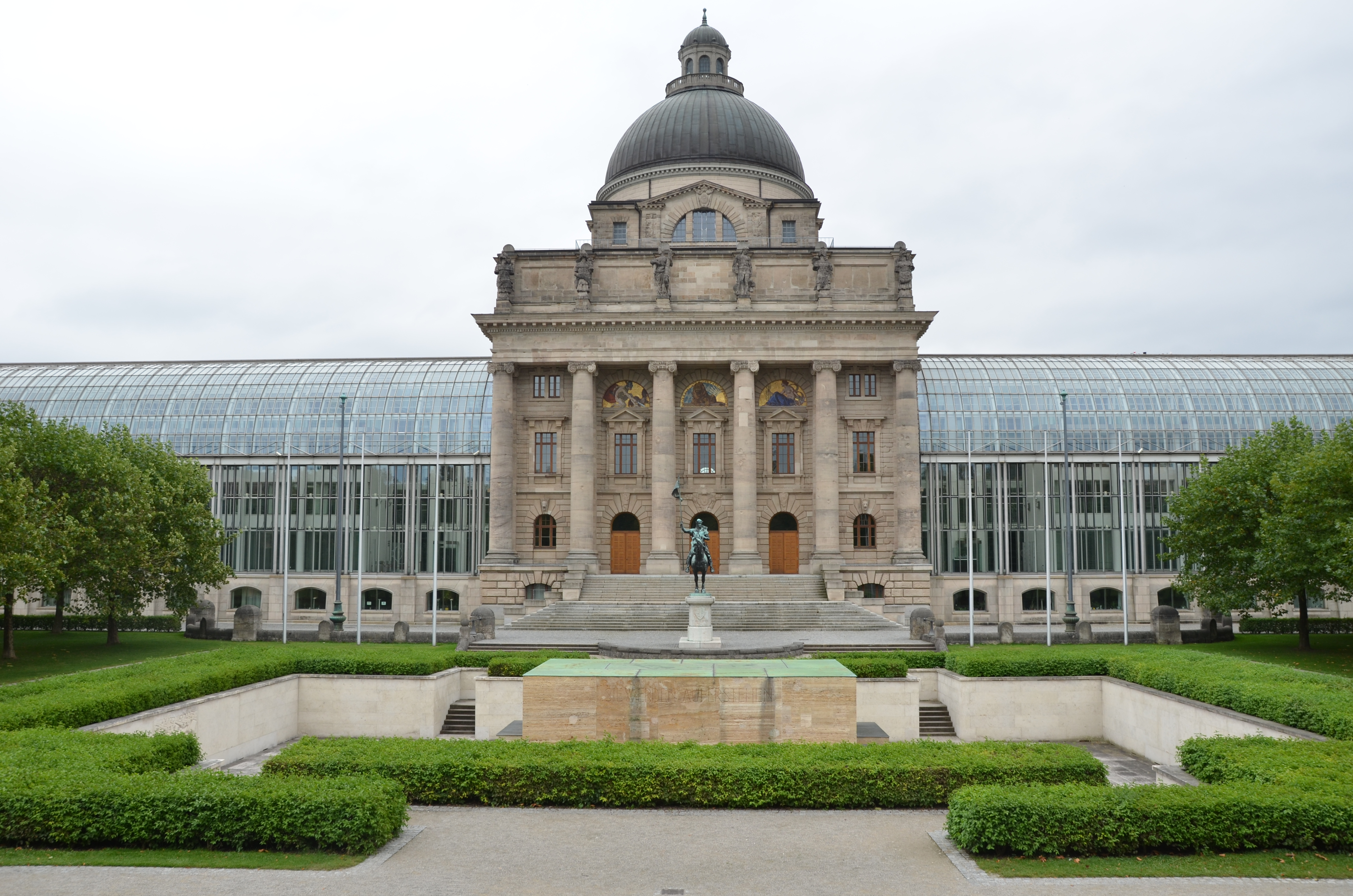
Kriegerdenkmal am Leibregimentsweg im Rücken der Bayerischen Staatskanzlei
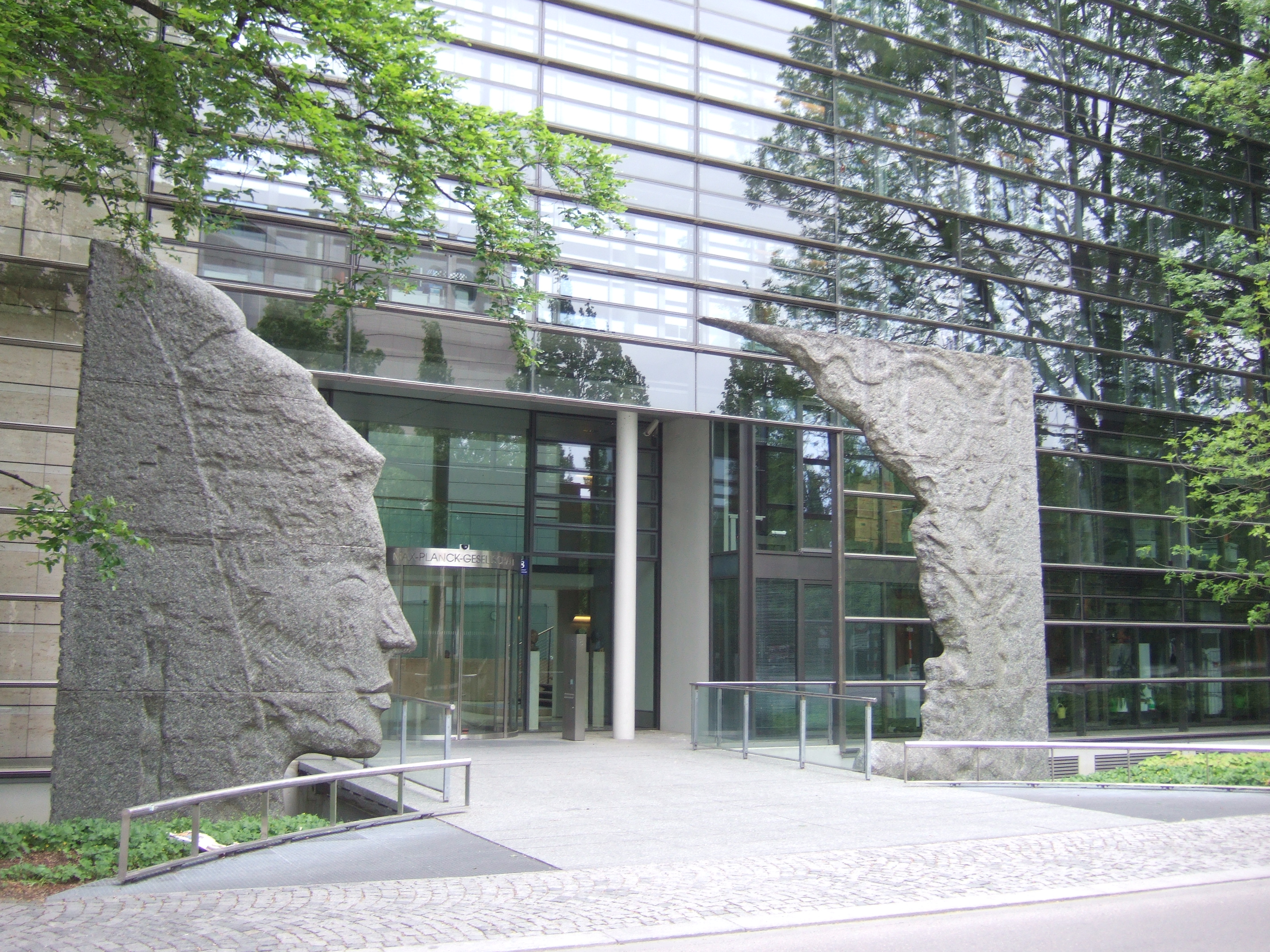
Haupteingang zur Generalverwaltung der Max-Planck-Gesellschaft
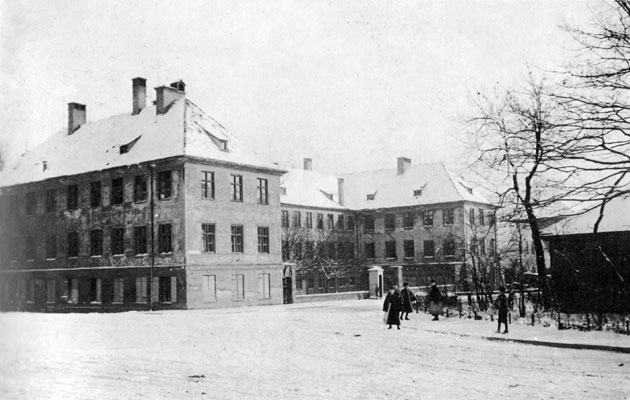
Seidenhauskaserne von Südwesten um 1895